# Priekuļi kommun
Priekuļu novads var en kommun i Lettland. Den låg i den centrala delen av landet, 90 km nordost om huvudstaden Riga. Antalet invånare var 9 550. Arean avr 302 kvadratkilometer.
2021 slogs kommunen samman med Cēsis kommun.
Följande samhällen finns i Priekuļu novads:
- Priekuļi